# أحمد محمد نعمان

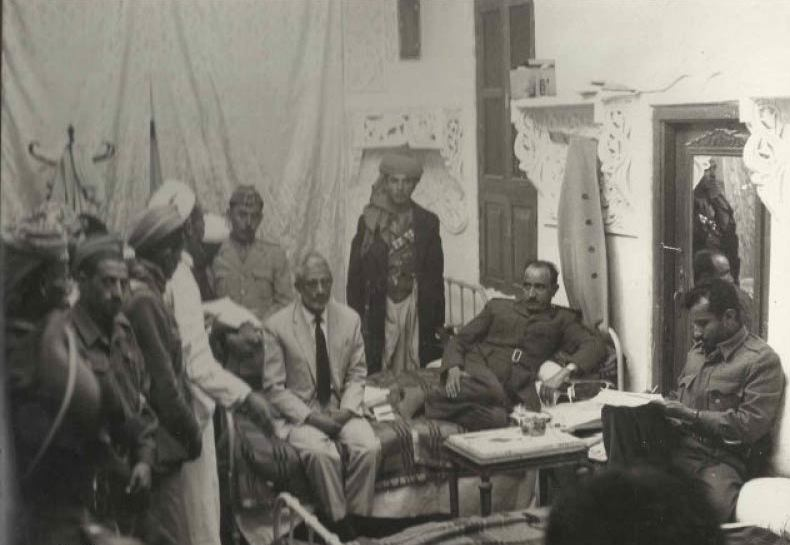
الرئيس السلال واحمد محمد نعمان

أحمد محمد نعمان (26 أبريل 1909م - 1996م) سياسي يمني ولد في قرية ذو لقيان عزلة ذبحان قضاء الحجرية لواء تعز. كان رئيس وزراء الجمهورية العربية اليمنية لمرتين، رئاسته الأولى كانت في عهد الرئيس عبد الله السلال، منذ 20 أبريل حتى 6 يوليو 1965م، أما الثانية فكانت في عهد الرئيس القاضي عبد الرحمن الأرياني منذ 3 مايو حتى 24 أغسطس عام 1971م.

## كتاباته وآثاره الفكرية
- الأنة الأولى 1937م.
- اليمن الخضراء 1939م.
- فقيد اليمن أحمد بن عبد الملك 1952م.
- مال القضية اليمنية 1955م.
- أهداف الأحرار 1956م.
- مطالب الشعب 1956م.
- كيف نفهم قضية اليمن 1957م.
- انهيار الرجعية في اليمن 1957م.
- إلى المناضلين في اليمن 1958م.
- فلنثبت وجودنا أولاً 1958م.
- إلى أبناء اليمن في الوطن والمهجر 1960م.
- كلية بلقيس قلعة تقدمية 1960م.
- بلقيس منار المستقبل 1962م.
- لهذا استقلنا 1964م.
- أين العهود والمواثيق وأين ذهبت لجان التحقيق؟ 1965م.
- لنعتمد على أنفسنا 1971م. وقد جمعت هذه المؤلفات في كتاب «الأستاذ أحمد محمد نعمان المؤلفات المختارة.. جمع وإعداد: لطفي فؤاد نعمان» صادر عن دار رياض الريس للكتب والنشر بيروت 2019م.
- مجموعة خطب إذاعية مسجلة.
- مقالات وأحاديث وتصريحات منشورة في عدد من الصحف والمجلات اليمنية، العربية والدولية (الثورة، الوحدة، النهار، الصياد، الأهرام، أكتوبر، الحوادث، الشرق الأوسط، المدينة المنورة وغيرها) عن الشأن اليمني والأحداث العربية المهمة.
- مذكرات أحمد محمد نعمان (حوار أجراه باحثون بالجامعة الأميركية ببيروت عام 1969م، صدر بعد رحيله بسبع سنين وتولى مراجعته وتحريره علي محمد زيد وصدر عن المعهد الفرنسي للآثار والعلوم الاجتماعية بصنعاء ومركز الدراسات العربية والشرق أوسطية ببيروت 2003م).

## ما كتب عنه
- نعمان الصانع الأول لقضية الأحرار (محمد محمود الزبيري).
- ثمانون عاماً من حياة النعمان (عبد الرحمن طيب بعكر).
- الأستاذ (كتاب الأربعين بعد وفاته صدر في طبعتين بصنعاء وبيروت).

## المناصب التي تقلدها
- مدير المعارف بتعز، 1941م.
- وزيراً للزراعة، 1948م.
- مستشاراً سياسياً لولي عهد اليمن محمد البدر، 1955م.
- مستشاراً عاماً للمعارف، 1955م.
- رئيس الاتحاد اليمني بالقاهرة، 1955م - 1962م.
- وزير الحكم المحلي، 1962م.
- مندوب اليمن الدائم لدى الجامعة العربية، 1967م - 1964م.
- رئيس مجلس الشورى، (1964م).
- رئيس مجلس الوزراء (1965م،1971م).
- عضو المجلس الجمهوري، (1965م، 1967م، 1970م، 1973م).
- مستشار المجلس الجمهوري 1972م - 1973م.
- عضو المكتب السياسي للاتحاد اليمني 1973م - 1974م.

## أبناؤه
- محمد (نائب رئيس وزراء وزير خارجية سابق اغتيل في بيروت - 28 يونيو 1974م).
- عبد الرحمن (نائب في البرلمان اليمني توفي في مارس 2004م).
- فؤاد (رجل أعمال ودبلوماسي سابق).
- فوزية (وكيل وزارة التربية والتعليم لقطاع تعليم الفتاة توفيت في 1 نوفمبر 2010م).
- عبد الوهاب (كابتن طيار).
- عبد الله (سفير بالخارجية اليمنية، مستشار الوفد اليمني بالمقر الأوروبي للأمم المتحدة بجنيف، قائم بأعمال السفارة اليمنية بجنوب أفريقيا سابقاً).
- مصطفى (سفير اليمن لدى الهند حالياً، سابقاً البحرين وكنداء وعمل وكيلاً لوزارة الخارجية اليمنية لشؤون الأميركتين وأوروبا والمنظمات الدولية).
- هناء.

| المناصب السياسية                   | المناصب السياسية                          | المناصب السياسية     |
| ---------------------------------- | ----------------------------------------- | -------------------- |
| سبقه حسن العمري                    | رئيس وزراء الجمهورية العربية اليمنية 1965 | تبعه عبد الله السلال |
| سبقه عبد السلام صبره (تصريف أعمال) | رئيس وزراء الجمهورية العربية اليمنية 1971 | تبعه حسن العمري      |